# Friedrich Handtke
Friedrich Handtke (* 7. Dezember 1815 in Pförten; † 25. Januar 1879 in Glogau) war ein deutscher Kartograph des 19. Jahrhunderts. 

## Leben

Landkarte der Steiermark von F. Handtke (siehe den Vermerk links unten) im Verlag von C. Flemming

Nach einer Ausbildung als Feldmesser und dem Freiwilligenjahr in der preußischen Armee arbeitete Handtke ab 1838 als Leiter der kartografischen Abteilung bei der Verlagsbuchhandlung Carl Flemming in Glogau. Dort wurden bis 1874 260 Landkarten herausgegeben, von denen Friedrich Handtke 168 selbst zeichnete. Sein bedeutendstes Werk ist der „Hand-Atlas des Preußischen Staates“ von 1846 mit 36 Karten: Neben der „Übersichtskarte des Preußischen Staates“ und der „Karte von Neuenburg und Valendis“ folgten die neun Provinzen, nämlich Ostpreußen, Westpreußen, Pommern, Posen, Schlesien, Brandenburg, Sachsen, Westfalen und die Rheinprovinz und die 25 Regierungsbezirke.
Einer seiner Schüler war Paul Thumann.

## Werke
- Vollständiger Hand-Atlas der neueren Erdbeschreibung über alle Theile der Erde, Flemming, Glogau 1849
- Hand-Atlas des Preußisches Staates Flemming, Glogau 1846
- Karte der Königl.-Preuss. Provinz Sachsen, der Herzogthümer Anhalt, der Herzogl. Sächsischen Länder Weimar, Altenburg u. Gotha und der Fürstenthümer Schwarzburg und Reuss, Flemming, Glogau 1870/71 Nachdruck: Rockstuhl, Bad Langensalza 2009, ISBN 978-3-86777-139-9